# Ōtomo Sōrin
Ōtomo Sōrin (大友 宗麟?; 31 gennaio 1530 – Kyōto, 11 giugno 1587), noto anche come Fujiwara no Yoshishige (藤原 義鎮?), o Ōtomo Yoshishige (大友 義鎮?), è stato un daimyō giapponese appartenente al clan Ōtomo, uno dei pochi a essersi convertito alla religione cattolica.
Figlio maggiore di Ōtomo Yoshiaki, ereditò il domino di Funai, nel Kyūshū, dal padre. Negli ultimi anni della sua vita ottenne la collaborazione di Toyotomi Hideyoshi nella diatriba contro il clan Shimazu, dando via alla campagna di Kyūshū del 1587.

## Biografia
Oltre ad unificare gran parte di Kyūshū sotto il suo controllo, conseguendo così un aumento significativo nel potere e nel prestigio del suo clan, Sōrin è anche abbastanza noto come uno dei daimyō che incontrò personalmente il missionario gesuita Francesco Saverio nel 1551, uno dei primi europei ad approdare in Giappone in tutta la storia. Sebbene in seguito si sia convertito formalmente al cristianesimo, è probabile che Sōrin vedesse ciò come una mossa strategica, politicamente, e non fosse motivato religiosamente verso questa posizione. Denominato "il re di Bungo" nei registri dei gesuiti, Sōrin inviò delegazioni politiche a Goa nel 1550 e l'ambasciata Tenshō a Roma nel 1582.
Oltre a favorire i rapporti con i cristiani, Yoshishige combatté numerose battaglie nel corso degli anni cinquanta, conquistando e consolidando il proprio territorio. Sconfisse Kikuchi Yoshimune nel 1551, e i monaci guerrieri di Usa cinque anni dopo; nel 1557 sconfisse Akizuki Fumitane e conquistò la provincia di Chikuzen. Nel 1561, Ōtomo Sōrin combatté in alleanza con i portoghesi all'assedio di Moji.
Nel 1562, Yoshishige adottò il nome di "Sanbisai Sōrin" diventando un monaco buddista, ma è meglio conosciuto come Ōtomo Sōrin, nonostante si convertì al cristianesimo sotto il nome battesimale Francisco nel 1578. Quindi si rivoltò contro i clan Mōri e Shimazu, che dominavano la maggior parte di Kyūshū.
Il capo dei Mōri in quel momento, Mōri Takamoto, fu assistito dallo Shōgun Ashikaga Yoshiteru, che portò ad un trattato di pace tra i clan. Per dimostrare che ci sarebbe stata la pace, Sōrin propose a sua figlia di sposarsi con il figlio di Takamoto, Mōri Terumoto. Non è chiaro, tuttavia, se questa offerta sia stata mai accolta.
Due anni dopo, Sōrin fu costretto a sedare una ribellione del clan Akizuki della provincia di Chikuzen. Il clan Ōtomo si mosse quindi contro il clan Ryūzōji della provincia di Hizen, che provocò l'interferenza del clan Mōri. Nel 1569, Hetsugi Akitsura, un noto vassallo degli Ōtomo, fu sconfitto nella battaglia di Tatarahama e perse il castello di Tachibana. Saputo questo, Sōrin minacciò il punto di appoggio del clan Mōri nella provincia di Buzen, costringendo i Mōri a ritirarsi e permettendogli di riconquistare il castello. Nel 1570 Sorin venne sconfitto durante la battaglia di Imayama da Ryūzōji Takanobu e perse uno dei suoi fratelli minori. Tuttavia a quel tempo Sōrin aveva il controllo di Bungo, la maggior parte di Buzen, Chikuzen, Chikugo e aveva influenza su Higo e Hizen. Il clan Ōtomo divenne presto noto come "il padrone delle sette province degli Ōtomo". Tachibana Dōsetsu e Takahashi Shigetane furono due importanti generali di Sōrin durante questo periodo.
Verso la fine della sua vita, Sōrin entrò in conflitto con il clan Shimazu, l'unica importante famiglia daimyō a mantenere il controllo su parti significative di Kyūshū. Insieme al daimyō del clan Ryūzōji, fece appello a Toyotomi Hideyoshi per aiutare a trattenere gli Shimazu, che stavano iniziando ad estendere la loro influenza sulle terre Ōtomo e Ryūzōji. Sebbene all'inizio non riuscissero ad ottenere l'aiuto di Hideyoshi, alla fine gli Shimazu presero le armi contro gli Ōtomo, sconfiggendo Sōrin nella battaglia di Mimigawa e altre che ne vennero. Nel 1587, Hideyoshi iniziò la sua campagna di Kyūshū, nella quale fu padrone dell'intera isola, con l'aiuto degli Ōtomo e di altri clan che volontariamente entrarono nel suo servizio.

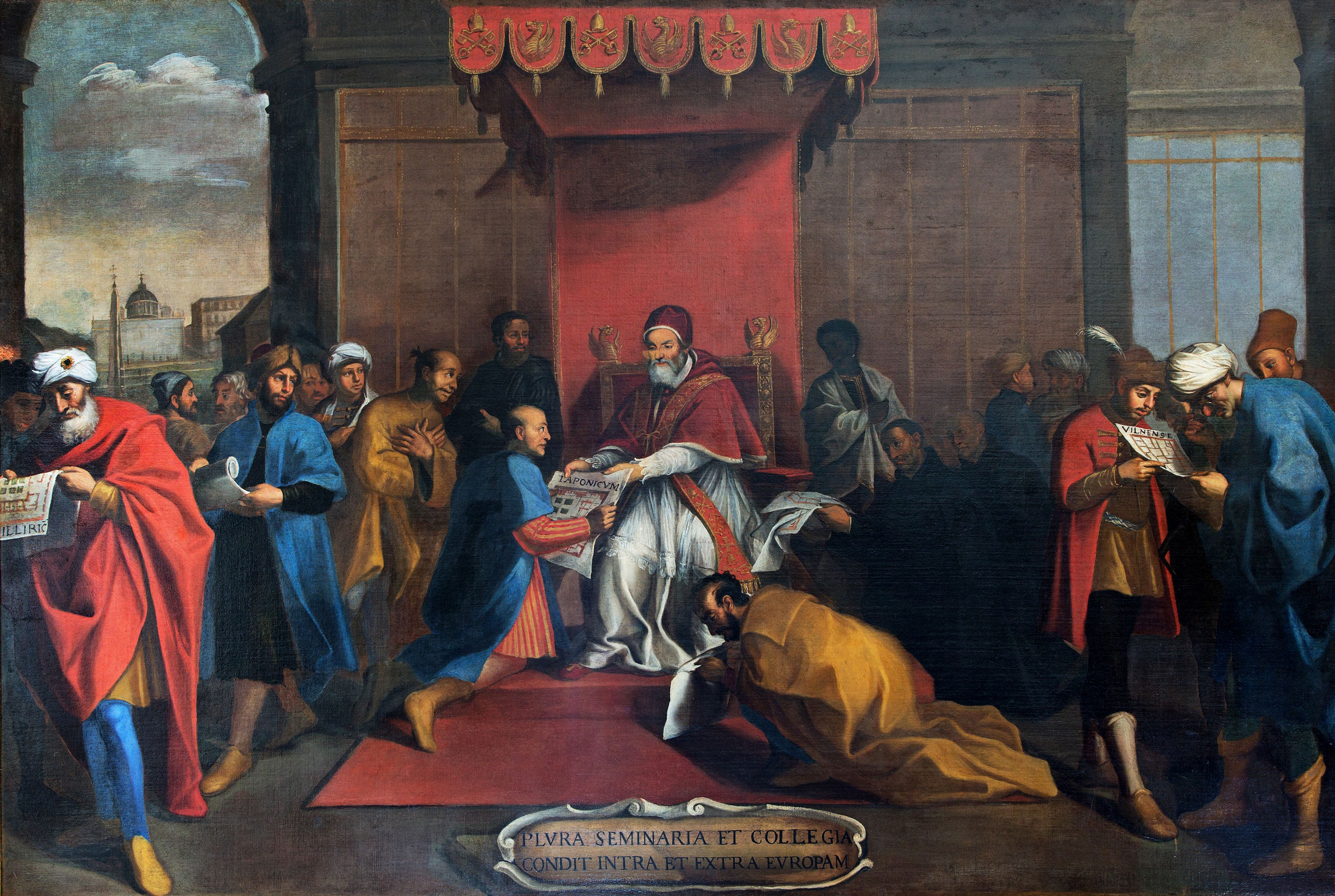
Ambasciata giapponese di Tenshō alla corte di Papa Gregorio XIII inviata da Ōtomo Sōrin, 23 marzo 1585.

A circa un anno dal suo arrivo, Hideyoshi lasciò Kyūshū, ripristinando i domini degli Ōtomo, da loro strappatogli dagli Shimazu, e organizzando una pace con tutti e tre i clan ufficialmente sottomessi a Hideyoshi e tenendo i domini, ora ufficialmente terre Toyotomi, in fiducia. Ōtomo Sōrin morì prima che questa campagna giungesse al termine, e così fu suo figlio, Ōtomo Yoshimune, a detenere le terre ancestrali dopo la sconfitta degli Shimazu.